# Mischocyttarus souzalopesi
Mischocyttarus souzalopesi är en getingart som beskrevs av Zikan 1949. Mischocyttarus souzalopesi ingår i släktet Mischocyttarus och familjen getingar. Inga underarter finns listade i Catalogue of Life.